# Radikal 58
Radikal 58 mit der Bedeutung „Schweine-Rüssel“ ist eines von 31 traditionellen Radikalen der chinesischen Schrift, die aus drei Strichen bestehen.
Das Zeichen ist ähnlich dem Katakanazeichen ヨ „yo“.
Mit 8 Zeichenverbindungen in Mathews’ Chinese-English Dictionary kommt es nur sehr selten im Lexikon vor.

## Schriftzeichenverbindungen, die vom Radikal 58 regiert werden
| Striche | Zeichen |
| ------- | ------- |
| +0      | 彐 彑   |
| +02     | 归      |
| +05     | 彔 录   |
| +06     | 彖      |
| +08     | 彗      |
| +09     | 彘      |
| +10     | 彙 彚   |
| +13     | 彛 彜   |
| +15     | 彝 彞   |
| +19     | 彟      |
| +23     | 彠      |

 Im Unicodeblock Kangxi-Radikale ist das Radikal 58 unter der Codepointnummer 12.089 (U+2F39) codiert.